# كونراد فينك
كونراد فينك (بالألمانية: Conrad Fink)‏ هو سياسي ألماني، ولد في 7 يوليو 1900 في ميونخ في ألمانيا، وتوفي في 25 يوليو 1981. نشط حزبياً في الاتحاد الاجتماعي المسيحي (1 مارس 1948 – 1 مارس 1948) (1919 – 1919). وقد انتخب عضو في البوندستاغ الألماني خلال فترته النيابية ‏ (7 سبتمبر 1949 – 7 سبتمبر 1953).